# Aukuba

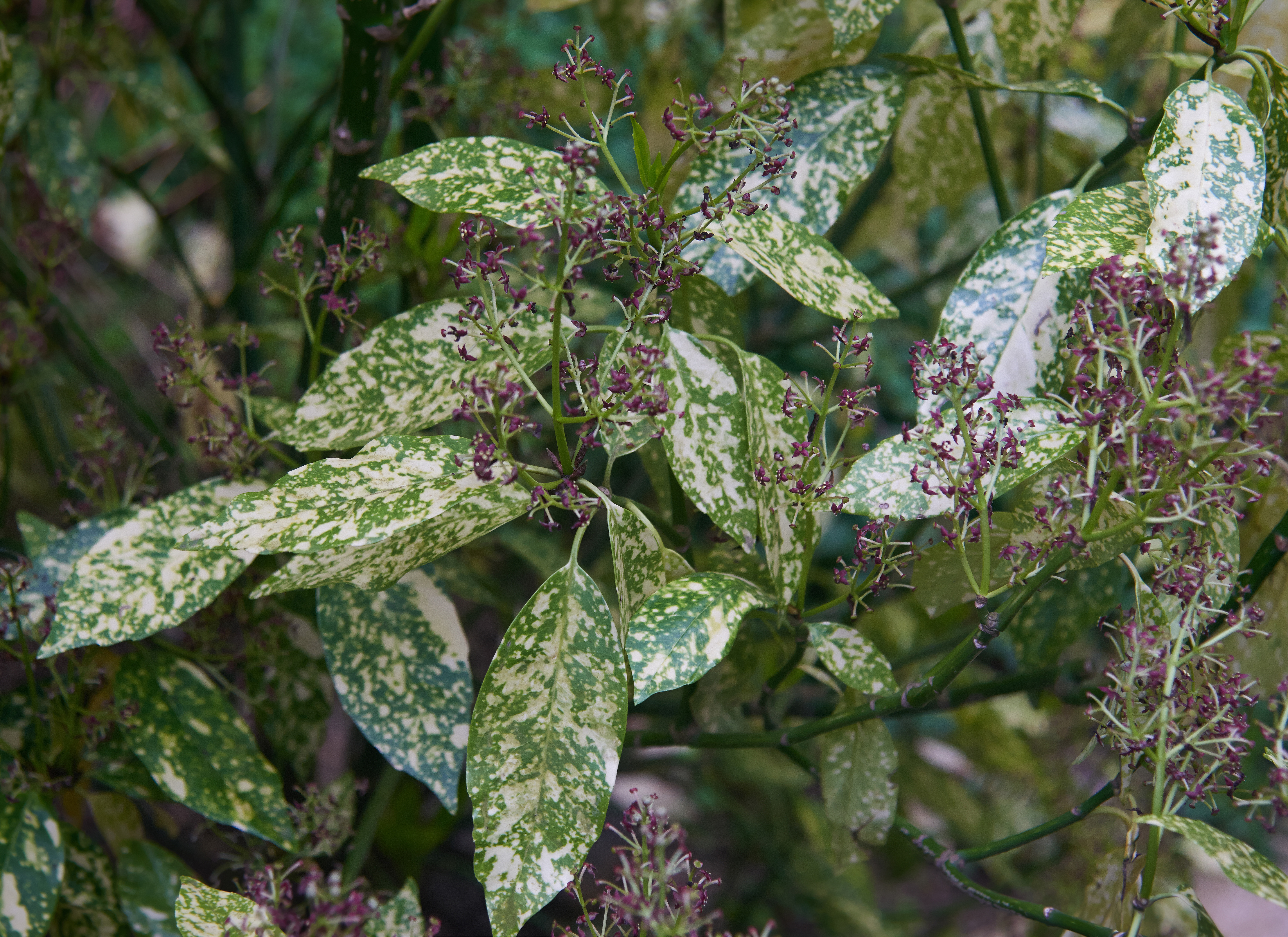
Aukuba japońska odmiana pstra

Aukuba (Aucuba Thunb.) – rodzaj roślin z rodziny gariowatych Garryaceae. Dawniej w jego obrębie wyróżniano zwykle trzy gatunki, współcześnie – 10. Rośliny te występują we wschodniej Azji, na obszarze od Himalajów i Wietnamu po Półwysep Koreański i Japonię, z centrum zróżnicowania w Chinach, gdzie obecne są wszystkie gatunki, a 7 z nich jest endemitami tego kraju. Rośliny te rosną w różnych formacjach leśnych.
Rośliny te są uprawiane jako ozdobne, zwłaszcza aukuba japońska A. japonica, szczególnie w pstrolistnej odmianie 'Variegata'.
Nazwa naukowa utworzona została z nazwy japońskiej aokiba i w różnych językach na jej bazie powstały używane nazwy zwyczajowe, także w języku polskim. Dawniej zaproponowano także w języku polskim nazwę „ospielica”, ale nie jest ona używana.

## Morfologia
PokrójKrzewy lub małe drzewa do 6 m wysokości. Pędy grube, zielone, nagie, rozgałęziające się naprzeciwlegle, na przekroju okrągłe.
LiścieZimozielone. Naprzeciwległe, zwykle zagęszczone w młodszych (końcowych) częściach pędów, ogonkowe, bez przylistków. Blaszka pojedyncza, skórzasta lub cienka, piłkowana, ząbkowana lub rzadziej całobrzega, od spodu jasnozielona, z wierzchu ciemnozielona i błyszcząca.
KwiatyJednopłciowe (rośliny dwupienne). Kwiaty są drobne, promieniste i czterokrotne; zebrane w szczytowe kwiatostany wiechowate lub groniaste. Kwiaty męskie w silniej rozbudowanych kwiatostanach, z drobnymi 4 działkami kielicha tworzącymi pierścień, 4 drobnymi płatkami korony i 4 pręcikami z okazałymi pylnikami. Kwiaty żeńskie w kwiatostanach mniej licznych, z dolną, jednokomorową zalążnią z pojedynczym zalążkiem.
OwoceCzerwone, mięsiste (po wyschnięciu czarne), eliptyczne pestkowce zawierające pojedyncze nasiono.

## Systematyka
Rodzaj zaliczany był w dawniejszych systemach do dereniowatych (Cornaceae). W systemie Takhtajana z 2009 ujęty był w monotypowej rodzinie Aucubaceae jako siostrzany względem także monotypowej rodziny gariowatych Garryaceae w rzędzie Garryales. W systemie APG I rodzaj także tworzył własną rodzinę Aucubaceae umieszczoną w Garryales obok: Garryaceae, Eucomiaceae i Oncotheaceae. Od systemu APG II z 2003 rodzaj Aucuba połączony został z siostrzanym rodzaje Garrya we wspólnej rodzinie Garryaceae. Za takim rozwiązaniem przemawiały dowody molekularne o ich bliskim pokrewieństwie, podobieństwa z zakresu morfologii, embriologii i chemizmu. W kolejnych wersjach systemu APG utrzymano tę klasyfikację.
Wykaz gatunków
Długi czas wyróżniano w obrębie rodzaju tylko trzy gatunki (A. chinensis, A. himalaica, A. japonica). Jednak w ostatnich latach zaakceptowano jeszcze siedem gatunków:
- Aucuba albopunctifolia F.T.Wang
- Aucuba chinensis Benth.
- Aucuba chlorascens F.T.Wang
- Aucuba confertiflora W.P.Fang & Soong
- Aucuba eriobotryifolia F.T.Wang
- Aucuba filicauda Chun & F.C.How
- Aucuba himalaica Hook.f. & Thomson
- Aucuba japonica Thunb. – aukuba japońska
- Aucuba obcordata (Rehder) K.T.Fu ex W.K.Hu & Soong
- Aucuba robusta W.P.Fang & Soong

## Uprawa i zastosowanie
Aukuba japońska jest uprawiana jako roślina ozdobna. W łagodnym klimacie morskim i śródziemnomorskim uprawiana jest jako roślina żywopłotowa, dalej na północy w oranżeriach i mieszkaniach. Wiele jej odmian uprawnych dostępnych jest w ofercie handlowej. Najpopularniejsze odmiany to 'Variegata' z żółtymi plamami na liściach (żeńska) lub 'Maculata' (męska). Walorem ozdobnym są barwne, wiecznie zielone liście oraz duże, jasnoczerwone jagody.